# 冲锋号
| 冲锋（Charge） 您的浏览器不支持播放音频。您可以下载音频文件。 |
| 冲锋号 (美国海军, 1940年录制)                                 |

冲锋号是一种军号曲目，通常在发出步兵或骑兵冲锋的命令时使用。在美国文化中，由于冲锋号在西部作品中的频繁出现，使其与当时的美国骑兵产生了一种微妙的特别关系。各国军队在传统上均有各自的冲锋号曲谱，通常是一个简单明确的重复曲调，在一部分情况中它甚至可以被一些经验丰富的战马所识别。